# عصر النهضة في الأراضي المنخفضة
كان عصر النهضة في البلدان المنخفضة فترة حضارية خلال النهضة الشمالية حدثت نحو القرن السادس عشر في البلدان المنخفضة (الموقع الذي تقع فيه اليوم كل من بلجيكا وهولندا وفلاندرز الفرنسية).
تأثرت الثقافة الحضارية في البلدان المنخفضة خلال نهايات القرن الخامس عشر بالنهضة الإيطالية، عبر التجارة عن طريق بروج التي كانت السبب في ثراء فلاندرز. وكان نبلاء تلك البلدان يفوّضون فنانين أصبحوا معروفين في أنحاء أوروبا بإنجاز الأعمال الفنية. في مجال العلوم، كان عالم التشريح أندرياس فيزاليوس قائد الطليعة؛ في علم الخرائط، ساعدت الخريطة التي وضعها جيراردس مركاتور المستكشفين والملاحين. أما فيما يتعلق بالفن، انتقل الرسم النهضوي في فلاندرز وهولندا من نمط الأعمال الغريبة التي تميز بها هيرونيموس بوس إلى أعمال بيتر بروغل الأكبر التي تصور الحياة اليومية. وشهدت مجالات العمارة والموسيقى والأدب في البلدان المنخفضة أيضًا انتقالًا حضاريًا إلى أسلوب عصر النهضة.

## الوضع والخلفية الجغرافيان
في عام 1500، كانت الأقاليم السبعة عشر في حالة وحدة ذاتية تحت حكم الدوقات البورغنديين، وشكلت واحدًا من أكثر أجزاء أوروبا ثراءً بسبب المدن الفلمنكية التي كانت تُعد مراكز جذب حضاري واقتصادي. شهدت المنطقة أيضًا تغيرات مهمة خلال هذا القرن، إذ أدت النزعات الإنسانية والإصلاحية إلى قيام ثورة ضد الحكم الإسباني المتجسد في شخص فيليب الثاني ملك إسبانيا واندلاع الحرب الدينية. وبحلول نهاية القرن السادس عشر، كان الانقسام قد قام بشكل فعلي بين شمال هولندا وجنوبها. وعلى الرغم من انعكاس هذا الشرخ على الفنون البصرية انعكاسًا نجمت عنه رسوم العصر الذهبي الهولندي في الشمال والرسم الفلمنكي الباروكي في الجنوب، ظلت الحقول الفكرية الأخرى على ارتباط مع موجات القرن السادس عشر المتأثرة بفكر النهضة. وبشكل تدريجي، انتقل توازن القوى مبتعدًا عن جنوب هولندا، التي ظلت تحت السلطة الإسبانية، إلى جمهورية هولندا الناشئة.
ساهم عاملان اثنان في تقرير مصير المنطقة خلال القرن السادس عشر. كان الأول هو الاتحاد مع مملكة إسبانيا عبر زواج فيليب الوسيم كونت بورغندي من خوانا الأولى ملكة قشتالة عام 1496. فيما بعد، ورث ابنهما، تشارلز الخامس المولود في غنت، أكبر إمبراطورية في العالم، وباتت هولندا –على الرغم من كونها جزءًا بارزًا من هذه الإمبراطورية- تابعةً لقوة أجنبية عظمى.
في حين تمثّل العامل الثاني بتطورات دينية، إذ أفسحت العصور الوسطى الطريق لأنماط جديدة من الفكر الديني. كانت ممارسات حركة ديفوتيو موديرنا –على سبيل المثال- تتمتع بقوة خاصة في المنطقة، ووصل نقد القرن السادس عشر الموجه للكنيسة الكاثوليكية الذي انتشر في أنحاء أوروبا إلى البلدان المنخفضة أيضًا، وانتهج أتباع المذهب الإنساني –مثل ديسيديريوس إيراسموس من روتردام- موقفًا نقديًا، غير أنهم ظلوا على ولائهم للكنيسة. بيد أن انتشار الإصلاح البروتستانتي، الذي بدأه مارتن لوثر في عام 1517، أدى في نهاية المطاف إلى قيام حرب تامة الأركان. وحازت حركة الإصلاح، لا سيما أفكار جان كالفين، على مساندة كبيرة في البلدان المنخفضة، فحاولت إسبانيا -عقب تفشي حركات تحطيم الأيقونات في عام 1566- أن تخمد المد المتشكل وتحافظ على سلطة كنيسة ما بعد مجمع ترنت باستخدام القوة من خلال تنصيب فرناندو ألفاريز دي توليدو، دوق ألبا. وأدى القمع الذي أعقب ذلك إلى قيام الثورة الهولندية ونشوب حرب الثمانين عامًا وتأسيس جمهورية هولندا في الأقاليم الشمالية. في ما بعد، تحول جنوب هولندا إلى معقل لحركة الإصلاح المضاد (الكاثوليكي)، في حين كانت الكالفينية الديانة الرئيسية لرجالات السلطة في جمهورية هولندا.

### تأثير النهضة الإيطالية
جعلت التجارة في ميناء بروج وصناعة النسيج، المتركزة في غنت، من فلاندرز أكثر أجزاء أوروبا الشمالية ثراءً في نهاية القرن الخامس عشر، وكان البلاط البورغندي قائمًا بمعظمه في بروج وغنت وبروكسل. وتمكن النبلاء والتجار الأثرياء من تفويض الفنانين بإنجاز الأعمال الفنية، ما خلق طبقة من الرسامين والموسيقيين ذوي المهارة العالية الذين لاقوا إعجابًا وطلبًا كبيرًا في جميع أنحاء القارة.
أدى هذا إلى احتكاكات متكررة بين البلدان المنخفضة وشمال إيطاليا. ومن الأمثلة على ذلك، المعماريان الإيطاليان توماسو فينسيدور وأليساندرو باسكاليني، اللذان عملا في البلدان المنخفضة معظم مسيرتيهما المهنيتين، والرسام الفلمنكي جان غوسيرت الذي تركت زيارته إلى إيطاليا في عام 1508 برفقة فيليب البورغندي انطباعَا عميقًا فيه، والموسيقي أدريان ويليرت الذي حول البندقية إلى أهم مراكز الموسيقى في زمانها (انظر المدرسة الفينيسية)، وجان بولون، وهو نحات فلمنكي أمضى أغزر سنواته إنتاجًا في فلورنسا.
قبل عام 1500، كان تأثير النهضة الإيطالية ضئيلًا أو منعدمًا في مناطق ما بعد جبال الألب، ثم بدأنا نشاهد تأثيرات النهضة بعد ذلك. لكن على عكس الحال في النهضة الإيطالية، ظلت العناصر القوطية ذات أهمية في هذه البلاد. لا يشكل إحياء الفترة الكلاسيكية محورًا مركزيًا كما هو الحال في إيطاليا، يظهر «الانبعاث» كعودة إلى الطبيعة والجمال الدنيوي.

### الوضع السياسي
- الأراضي المنخفضة البورغندية
- الأقاليم السبعة عشر
- جمهورية هولندا، العصر الذهبي الهولندي
- الأراضي المنخفضة الجنوبية
- حرب الثمانين عاما